# 石井麗子
石井 麗子（いしい れいこ、1968年10月7日 - ）は、日本の女優、声優。文学座所属。東京都出身。フェリス女学院大学英文学科卒業。ロンドンRoseBruford大学院。
有明教育芸術短期大学芸術教養学科演技コース　非常勤講師（2009〜2016）
玉川大学芸術学部演技・舞踊学科　非常勤講師（2020〜）
祖父に新派俳優の伊志井寛をもつなど、芸事関係の家柄に生まれる。フェリス女学院大学文学部英文学科在学中の1989年に文学座研究所に入所。杉村春子・江守徹出演の『好色一代男』を初舞台に、『晩菊』『怪談牡丹燈籠』『ペンテコスト』『華々しき一族』『定年ゴジラ』など数々の舞台や、映画『午後の遺言状』、NHK大河ドラマ『太平記』など幅広いジャンルで活躍。2010年5月に上演された『華岡青洲の妻』では、青洲の妻・加恵を熱演。大好評を得て、同年9月には長野県上田市で再演が決定。
近年では、アガサクリスティ『マウストラップ』モリー、『彼女の素肌』シーリア、『８人の女たち』ギャビー、『メアリー・ステュアート』メアリー、『婦系図』お蔦などの主演を務めるほか、中津留章仁主催のTRASHMASTERSへの数々の客演でも注目されている。役柄は、お金持ちの奥様から食堂のおばちゃん・女王・バリバリのキャリアウーマン・人間味溢れる人道支援者など多岐にわたり、「カメレオン女優」の異名を持つ。
1999年より１年間　文化庁派遣在外研修員としてロンドンに留学。その後、ロンドン在住期間を経て、現在は東京在住。

## 出演作品

### 舞台
1991年
- 初舞台『好色一代男』（文学座本公演）三越劇場　夕浪役
- 『お国かぶき草子』（松竹）新橋演舞場

1992年
- 『唐人お吉ものがたり』（文学座本公演）三越劇場

1993年
- 『晩菊』（東宝）芸術座
- 『みず色の空、そら色の水』(東京乾電池)THEATER TOPS　ハシヅメミホ役

1994年
- 『ふるあめりかに袖はぬらさじ』(文学座本公演)東京芸術劇場

1995年
- 『怪談　牡丹燈籠』(文学座本公演)三越劇場　お露役

1996年
- 『女の一生』(本公演)三越劇場　知栄役

1998年
- 『銭形平次』御園座

1999年
- 『女の一生』(文学座本公演)俳優座劇場　知栄役

2001年
- 『ペンテコスト』(文学座アトリエ公演)　トゥヌ役

2002年
- 『大寺学校』(文学座本公演)アトリエ

2005年
- 『毒の香り』(文学座本公演)紀伊國屋サザンシアター

2006年
- 『かどで』（みつわ会）六行会ホール
- 『片絲』（久保田万太郎の世界）サイスタジオコモネ

2007年
- 『華々しき一族』(文学座アトリエ公演)

2009年
- 『定年ゴジラ』(文学座本公演)紀伊國屋サザンシアター

2010年
- 『華岡青洲の妻』四谷区民ホール　加恵役

2011年
- 『岸田國士傑作短編集／驟雨』(文学座本公演)紀伊國屋サザンシアター　恒子役

2012年
- 『三人姉妹』(文学座本公演）紀伊國屋ホール　オーリガ役

2013年
- 『マウストラップ』(ピュアーマリー、トリックスターエンターテインメント）六本木ブルーシアター　モリー役
- 『彼女の素肌』（せんがわ劇場）　シーリア役

2014年
- シェークスピア・リーディング『ヘンリー五世』文学座アトリエ
- シェークスピア・リーディング『ハムレット・マシーン』文学座新モリヤビル１階
- シェークスピア・リーディング『マクベスの妻と呼ばれた女2014』文学座アトリエ

2015年
- 『激動』ブディストホール

2016年
- 『窓から外を見ている』（山の羊舎）下北沢小劇場B1　女１役
- 『婦系図』（久保田万太郎の世界）文学座新モリヤビル１階　芸者お蔦役

2017年
- 『メアリー・ステュアート』文学座新モリヤビル１階　メアリー役
- 『一周忌』『驟雨』（久保田万太郎の世界）小浜旭座

2018年
- 『驟雨』『雪だるまの幻想』（アンフィニの会）サラヴァ東京　朋子役
- 『モロッコの甘く危険な香り』文学座新モリヤビル１階
- 『土の中の教師たち〜啓蟄の頃〜』『朗読劇・宮沢賢治のファンタジー』（H.H.G）福津市カメリアホール、他

2019年
- 『８人の女たち』（T-Project）あうるすぽっと　ギャビー役

2020年
- 『パンデミック・パニック』（中津留章仁）ライブ配信

2021年
- 『堕ち潮』［作・演出］中津留章仁（TRASHMASTERS）座・高円寺
- 『ガラクタ』［作・演出］中津留章仁（TRASHMASTERS）下北沢駅前劇場

2022年
- 『出鱈目』［作・演出］中津留章仁（TRASHMASTERS）下北沢駅前劇場

2023年
- 『入管収容所』［作・演出］中津留章仁（TRASHMASTERS）すみだパークシアター倉
- 『チョークで描く夢』［作・演出］中津留章仁（TRASHMASTERS）下北沢駅前劇場
- 『ひまわり』［作・竹内銃一郎／演出　西本由香］（ナミマノチドリ）文学座アトリエ　イリーナと呼ばれる女役

2024年
- 『ガラクタ』（TRASHMASTERS）上野ストアハウス[4]
- 『あいつが上手で下手が僕で 決戦前夜篇』【総合演出】橋本和明【演出】諏訪雅（FAB）IMMシアター

2025年
- 『リセット』［作・山崎元晴／演出・西本由香］文学座アトリエ

### 映画
- 午後の遺言状
- 検察側の罪人
- 地獄少女

### テレビ
- 太平記
- 人間至る処に青山あり
- 女性にやさしい温泉（レポーター）
- みのもんたの人生相談デカ 〜おもいッきりテレビ殺人事件〜
- 万引きGメン・二階堂雪10
- 牟田刑事官事件ファイル33
- 世にも奇妙な物語 15周年の特別編(命火)
- シャキーン
- なつぞら
- 半沢直樹５
- ちむどんどん26
- コズミックフロント　アマチュア天文学の父　山本一清

### 吹き替え
- ハイスクール・ウルフ（ステイシー・ハンソン）
- ERⅧ緊急救命室
- 名探偵モンク

### ラジオドラマ
- 佐渡は居よいか住みよいか

### CM
- スニッカーズ　（1987年）
- やさしおインフォマーシャル　ブランチと栄養士とやさしおの歌篇
- ゆこゆこ
- 自然食研　しじみ習慣